# Ambiorix
Ambiorix var en gallisk furste och frihetskämpe. Då Caesar vintern 54 f Kr lagt en del av sin här i vinterkvarter hos eburonerna anstiftade Ambiorix ett uppror som var nära att kosta romarna hela deras här och herraväldet i belgiska Gallien. Caesar besegrade emellertid Ambiorix, som räddade sig genom flykt. Ambiorixs senare öden är okända.
Asteroiden 3519 Ambiorix är uppkallad efter honom.